# 伊拉克—庫爾德衝突
伊拉克—庫爾德衝突是库尔德人与伊拉克中央政府之间爆發的一系列衝突。第一次世界大战奥斯曼帝国战败后不久，美索不達米亞託管地當局就與库尔德人爆發衝突。當時马哈茂德·巴尔赞吉就试图建立独立的庫德斯坦王國。 
自伊拉克战争爆發、薩達姆被推翻以及伊拉克实行联邦制、新伊拉克宪法承认伊拉克库尔德斯坦为联邦实体以来，伊拉克中央政府与库尔德人之间的武装冲突次数有所减少。但尽管如此，伊拉克北部领土争议、石油天然气出口权等问题依然存在。